# NGC 3604
NGC 3604 (NGC 3611) é uma galáxia espiral (Sa) localizada na direcção da constelação de Leo. Possui uma declinação de +04° 33' 19" e uma ascensão recta de 11 horas, 17 minutos e 30,1 segundos.
A galáxia NGC 3604 foi descoberta em 27 de Janeiro de 1786 por William Herschel.